# 71-я отдельная авиационная эскадрилья ВВС Балтийского флота
71-я отдельная авиационная эскадрилья ВВС Балтийского флота — воинское подразделение вооружённых сил СССР в Великой Отечественной войне.

## История
На вооружении эскадрильи к началу войны состояли самолёты СБ, базировалось подразделение в Копорье.
В составе действующей армии во время ВОВ c 22 июня 1941 по 20 октября 1941 года.
По-видимому, действовала над Прибалтикой и Ленинградской областью с начала войны. 13 июля 1941 года на аэродроме Копорье попала под сильный авианалёт люфтваффе, понесла очень большие потери среди личного состава и самолётов. После этого зафиксированы боевые эпизоды с участием самолётов эскадрильи 1 августа и 13-15 августа 1941 года.
20 октября 1941 года расформирована.

## Полное наименование
71-я отдельная авиационная эскадрилья ВВС Балтийского флота

## Подчинение
| Дата            | Флот            | Армия | Корпус | Полк | Примечания |
| --------------- | --------------- | ----- | ------ | ---- | ---------- |
| 22.06.1941 года | Балтийский флот | -     | -      | -    | -          |
| 01.07.1941 года | Балтийский флот | -     | -      | -    | -          |
| 10.07.1941 года | Балтийский флот | -     | -      | -    | -          |
| 01.08.1941 года | Балтийский флот | -     | -      | -    | -          |
| 01.09.1941 года | Балтийский флот | -     | -      | -    | -          |
| 01.10.1941 года | Балтийский флот | -     | -      | -    | -          |